# Klink 2 (Quedlinburg)

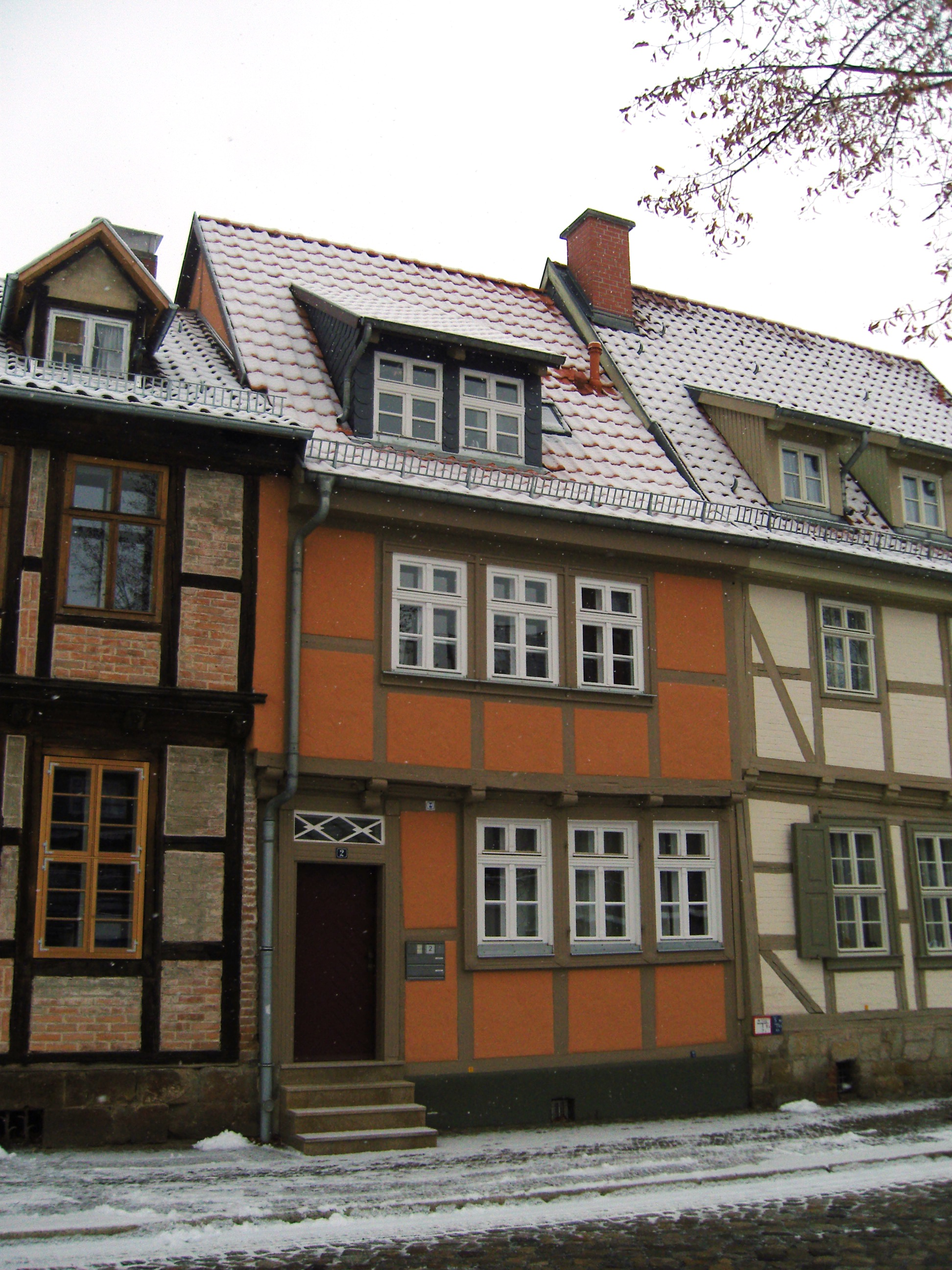
Klink 2

Das Haus Klink 2 ist ein denkmalgeschütztes Gebäude in der Stadt Quedlinburg in Sachsen-Anhalt.

## Lage
Es befindet sich in der historischen Quedlinburger Altstadt nordöstlich des Marktplatzes der Stadt und ist im Quedlinburger Denkmalverzeichnis als Wohnhaus eingetragen. Westlich des Anwesens befindet sich das gleichfalls denkmalgeschützte Haus Klink 1.

## Architektur und Geschichte
Das zweigeschossige Fachwerkhaus entstand in seinem Kern Anfang des 17. Jahrhunderts und gehört zum UNESCO-Weltkulturerbe. Die Fachwerkfassade weist die typischen Zierformen der Bauzeit auf. So finden sich an den Füllhölzern Schiffskehlen. Darüber hinaus bestehen Balkenköpfe in Walzenform mit Sternmuster. In der Zeit um 1840 wurden die Fensterläden und Fensterrahmungen des Erdgeschosses erneuert.